# Михалис Хадзиянис
Михалис Хадзиянис (на гръцки: Μιχάλης Χατζηγιάννης) е гръцки изпълнител, от кипърски произход, един от най-известните съвременни гръцки изпълнители.

## Биография
Роден на 5 ноември 1978 г. в Никозия, Кипър. Изпълнителят само на 17 години, се класира на конкурса за песен на Евровизия. Дипломира се в Кипърската Музикална Академия, като взема оценка по китара, пиано и теория на музиката. Хадзиянис участва в откриването на летните Олимпийски игри в Гърция. Когато през 2007 излиза неговия лайв албум и след няколко месеца влиза в топ 10 на най-продаваните албуми. Михалис е и композитор на някои от първите му песни. Изпълнителят покорява Балканския полуостров с песетна си „De fevgo“ (Не тръгвам). През 2010 пуска на пазара в Европа първия си англоезичен албум „The best lie“. Същата година Forbes класира Михалис Хадзиянис на 22-ра позиция в класацията за най-влиятелни личности в Гърция и петият най-високо класиран певец.

## Дискография
- 2007 – „Filoi Kai Ehthroi“
- 2007 – „Akatalili Skini“
- 2007 – „Kryfo Fili“
- 2008 – „7“
- 2008 – „Zontana Sto Likavitt“o
- 2010 – „Best Lie“
- 2011 – „Truth or Dare“